# 加藤寛 (アナウンサー)
加藤 寛（かとう かん、1973年1月23日 - ）は、北海道文化放送（UHB）の元アナウンサー。

## 来歴・人物
愛知県一宮市生まれ、大阪府箕面市育ち。関西大倉高等学校、関西学院大学法学部法律学科卒業後、1995年4月入社。
2005年より、地上デジタル放送推進大使北海道地区促進部隊「デジタル宣隊☆アナレンジャー」の隊員となる。プロ野球の阪神タイガースファン。
2020年9月30日から2021年5月まで一時他部署へ異動していたが、2021年6月からアナウンサーに復帰した。

## 出演番組
- KEIBAプレミア（※中央競馬北海道シリーズ開催時）
- UHBニュース
- えき☆スタ発
- えきニジ
- めざましテレビ（北海道中継担当、2006年 - 2008年）
  - 2006年に竹中美彩アナウンサー（当時、退社）から継承。UHB担当リポーターでは歴代で唯一男性である。
  - 最終出演は2008年9月25日の「めざましフラワーロード」（最終走者：軽部真一フジテレビアナウンサー）のゴールの中継。
  - 2011年8月8日の「めざましライフエイドキャラバン」中継は加藤は出演せず、後輩の榊菜美アナウンサーが出演した。
- のりゆきのトークDE北海道（「朝刊寛太郎」担当）
- 我が家に地デジがやってきた（2006年6月1日、NHKと民放5社（HBC、STV、HTB、UHB、TVH）共同制作）
- ドラマチック競馬（※中央競馬北海道シリーズ開催時）
- みんなのテレビ（ニュース担当、2018年4月2日 - 2019年3月）
- さあ!トークだよ（司会）
- みんスポBASEBALL（2010年5月9日に初実況）
- めざましテレビ公認 わがまま!気まま!旅気分（毎年11月、BSフジでも放送）
- エキサイティング競馬（福島テレビ）（毎年11月第2週、東日本女子駅伝開催に伴う応援要員での派遣でテレビ東京系列局向けウイニング競馬にも送出）

## 映画
- シムソンズ - アナウンサー役

## 主な実況歴
- 函館スプリントステークス（2009年）
- 函館2歳ステークス（2001年, 2002年, 2004年 - 2006年, 2008年, 2009年, 2017年）
- 函館記念（2000年, 2007年, 2017年）
- クイーンステークス（2006年 - 2008年, 2017年）
- 札幌記念（2014年～2019年, 2024年）
- キーンランドカップ（2024年）
- エルムステークス（2000年, 2003年）
- 札幌2歳ステークス（2001年 - 2005年）
- 福島記念（2007年）